# Zisterzienserinnenabtei San Giacomo di Veglia
Die Zisterzienserinnenabtei San Giacomo di Veglia (auch: Santi Gervasio e Protasio) war von 1212 bis 1909 ein Kloster der Zisterzienserinnen in Belluno und ist seither ein Kloster in Vittorio Veneto in Italien.

## Geschichte

### Belluno
Eine vermögende Dame stiftete 1212 das Nonnenkloster durch Ankauf der Kirche der heiligen Märtyrer Gervasius und Protasius. Von 1810 bis 1818 war es geschlossen. Ab 1870 verboten die örtlichen Behörden die Aufnahme von Novizinnen und verfügten die Schließung des Klosters bei Absinken der Stärke des Konvents auf sechs Nonnen. Als diese Zahl 1909 erreicht war, wechselten die verbliebenen Schwestern nach San Giacomo di Veglia, heute ein Ortsteil von Vittorio Veneto. In Belluno ist die Klosterkirche (aus dem 17. Jahrhundert) als Pfarrkirche in der Via Gervasio (westlich des Martinsspitals) erhalten.

### Vittorio Veneto
In San Giacomo di Veglia stellte ein Graf zwei arkadenbewehrte Remisen (mit Pferdestall) zur Verfügung, in denen sich das Kloster noch heute befindet. Der dreißig Nonnen zählende Konvent hatte mehr als 50 Jahre zur Äbtissin Maria Rosaria Saccol (* 1929, Profess 1951, Äbtissin 1966, zurückgetreten 2017, Nachfolgerin: Mariapaola Dal Zotto).